# Vittorio Adolfo
Vittorio Adolfo (Imperia, 9 novembre 1945) è un politico italiano.

## Biografia
Nel 1970 è stato eletto con la Democrazia Cristiana nel Comune di Imperia, restando in carica per tre mandati sino al 1985. Dal 1976 al 1985 è anche Assessore Comunale con delega al Turismo, Commercio e Finanza.
Dal 1995 sino al 2000 è prima Assessore e poi Vice-Presidente della Provincia di Imperia con deleghe ai Lavori Pubblici, Urbanistica, Trasporti e Protezione Civile.
Nel 2000 viene eletto consigliere regionale in quota CCD venendo nominato Assessore della Regione Liguria con deleghe alle Infrastrutture, Trasporti, Porti e Protezione Civile.
Alle elezioni politiche del 2006 viene eletto deputato della XV legislatura nella circoscrizione Liguria per l'UDC; è membro dell’VIII Commissione Ambiente, territorio e lavori pubblici.
In seguito gli vengono comminati gli arresti domiciliari poiché "avrebbe" favorito l'Impresa Giuseppe Bianchi nell'aggiudicazione di alcuni lavori post - alluvionali, passaggio impossibile in quanto non di competenza istituzionale della Regione. Detti arresti peraltro non sono mai stati eseguiti poiché la Camera dei Deputati respinse la richiesta e restituì la documentazione ricevuta alla Procura di Sanremo. La Procura di Sanremo nel 2008 revoca il provvedimento relativo agli arresti domiciliari. Due anni dopo il Tribunale di Sanremo proscioglie Bianchi da ogni accusa per prescrizione dei termini.
Nel 2018 sostiene Claudio Scajola alle elezioni comunali di Imperia che vedranno vincere l’ex Ministro; suo genero Giuseppe Fossati, avvocato e capolista di “Area Aperta”, diventa vice-sindaco con deleghe a Urbanistica, Edilizia pubblica e privata.